# Ovidiu Muntean
Ovidiu Muntean (n. 20 august 1941, Sibiel, Sibiu) este un inginer chimist român, fondator al disciplinei reactoare biochimice (Inginerie biochimică) în România.